# Heideröslein
Heidenröslein ("rosita del matorral") es un poema de Johann Wolfgang Goethe y un lied de Franz Schubert. Un motivo de la popularidad de la tonada podría buscarse en el tono nostálgico con el que se relata la historia. En la zona germanófona es una canción habitual en las clases de música en los colegios.

## Detalles
Heideröslein tiene tres estrofas que se ajustan a la misma melodía. La pieza, de interpretación ambigua, fue concebida por Goethe a modo de Nachspiel (especie de pequeño sainete que se interpretaba en el norte de Europa después de una obra dramática hasta finales del siglo XVIII). Existen otras muchas melodías de otros compositores para el mismo poema de Goethe. Una de las más interpretadas en el folclore popular alemán es de Heinrich Werner, de Kirchohmfeld. Se representó por primera vez el 20 de enero de 1829 en Braunschweig, con el propio Werner de director.

## Letra
| Letra de Goethe | Traducción |
| --- | --- |
| Sah ein Knab' ein Röslein stehn, Röslein auf der Heiden, war so jung und morgenschön, lief er schnell, es nah zu sehn, sah's mit vielen Freuden. Röslein, Röslein, Röslein rot, Röslein auf der Heiden. Knabe sprach: "Ich breche dich, Röslein auf der Heiden!" Röslein sprach: "Ich steche dich, dass du ewig denkst an mich, und ich will's nicht leiden." Röslein, Röslein, Röslein rot, Röslein auf der Heiden. Und der wilde Knabe brach 's Röslein auf der Heiden; Röslein wehrte sich und stach, half ihm doch kein Weh und Ach, musst' es eben leiden. Röslein, Röslein, Röslein rot, Röslein auf der Heiden. | Un muchacho vio una rosita, rosita del matorral, era muy joven y bella como el día, corrió raudo para verla de cerca, la contempló con gran gozo. Rosita, rosita, rosita roja, rosita del matorral. El muchacho dijo: "¡Te voy a cortar, rosita del matorral!". La rosita dijo: "Yo te pincharé, para que pienses en mí siempre, y yo no quiero (soportar) eso." Rosita, rosita, rosita roja, rosita del matorral. Y el muchacho impetuoso tronchó la rosita del matorral; la rosita se defendió y le pinchó, sus quejas no le sirvieron de nada, no tuvo más remedio que sufrirlo. Rosita, rosita, rosita roja, rosita del matorral. |

## Interpretación
El poema de Goethe admite varias interpretaciones. La más prosaica sostiene que la rosa simboliza una mujer virgen que se defiende ante las proposiciones de un joven, que posteriormente la "rompe" (viola). Según otra interpretación más sutil, el mozo ama a la chica de forma tan intensa que logra inspirar en ella un sentimiento de reciprocidad, pero después la deja rompiéndole el corazón. Goethe escribió "Heideröslein" en recuerdo de su apasionado encuentro con Friederike Brion durante sus años en Estrasburgo, inspirándose en una canción del siglo XVI.

## Nombre
En alemán existe el nombre de pila femenino "Heiderose". Muchas niñas han sido bautizadas con dicho nombre debido al poema.

## Adaptaciones
La banda alemana de música industrial Rammstein ha tratado el tema en la canción "Rosenrot". Algunos versos de "Rosenrot" están extraídos casi palabra por palabra de la obra de Goethe. A diferencia del original, en la canción de Rammstein se invierten las tornas y es el hombre el que sufre por causa de la mujer.
Otros artistas que han cantado "Heideröslein" son la japonesa Shiina Ringo, Bodo Wartke y el dúo formado por John Kelly y Maite Itoiz. El grupo español Mecano en su canción "Una rosa es una rosa" mantiene la misma temática que el poema.